# Сьомий син
«Сьомий син» (англ. Seventh Son) — американське пригодницьке фентезі режисера Сергія Бодрова, що вийшло 2014 року. Стрічка розповідає про Тома Ворда, який має стати відьмаком. У головних ролях Джефф Бріджес, Джуліанн Мур, Бен Барнс.
Уперше фільм продемонстрували 17 грудня 2014 року у Франції. В Україні у широкому кінопрокаті показ фільму розпочався 1 січня 2015.

## Сюжет
Відьмак і сьомий син сьомого сина Джон Ґреґорі захищає жителів округи від демонів і злих чарів. Проте він вже не молодий і тому шукає собі заміну, а відьмаком може стати лише сьомий син сьомого сина. У Ґреґорі було багато учнів, проте ніхто не зміг пройти випробування. Залишається остання надія на сина фермера Тома Ворда.

## Творці фільму

### У ролях
| Актор            | Роль                               |
| ---------------- | ---------------------------------- |
| Джефф Бріджес    | Джон Ґреґорі, відьмак              |
| Джуліанн Мур     | мати Малкін, лідер клану Малкін    |
| Бен Барнс        | Том Ворд, молодий син фермера      |
| Антьє Трауе      | Ліззі, сестра мати Малкін          |
| Алісія Вікандер  | Аліса Дін, донька Ліззі            |
| Кіт Герінґтон    | Вільям Бредлі, учень Джона Ґреґорі |
| Олівія Вільямс   | мати Тома Ворда                    |
| Джон ДеСантіс    | Таск                               |
| Джимон Гонсу     | Раду                               |
| Джейсон Скотт Лі | Ураґ                               |

### Знімальна група
- Кінорежисер — Сергій Бодров
- Сценаристи — Чарльз Лівітт і Стівен Найт
- Кінопродюсери — Безіл Іваник, Томас Талл і Ліонель Віґрем
- Виконавчі продюсери — Алісія Коттер, Луї Феррара, Джон Джанші і Брент О'Коннор
- Композитор — Марко Бельтрамі
- Кінооператор — Ньютон Томас Сіґел
- Кіномонтаж — Джим Пейдж і Пол Рубель
- Підбір акторів — Хайке Брандштаттер, Аманда Мекі Джонсон і Корін Мейрс
- Художник-постановник — Данте Ферретті
- Артдиректори — Марія-Тереза Барбасо, Федеріко Костантіні та інші
- Художник по костюмах — Жаклін Вест[7].

## Сприйняття

### Оцінки
Фільм отримав загалом погані відгуки: Rotten Tomatoes дав оцінку 13 % на основі 109 відгуків від критиків (середня оцінка 3,8/10) і 34 % від глядачів зі середньою оцінкою 2,8/5 (53 392 голоси). Загалом на сайті фільми має погані оцінки, фільму зарахований «гнилий помідор» від кінокритиків і «розсипаний попкорн» від глядачів, Internet Movie Database — 5,5/10 (49 518 голосів), Metacritic — 30/100 (32 відгуки критиків) і 4,0/10 від глядачів (141 голос). Загалом на цьому ресурсі від критиків фільм отримав погані відгуки, а від глядачів — змішані.

### Касові збори
Під час прем'єрного показу у США, що розпочався 6 лютого 2015 року, протягом першого тижня фільм був показаний у 2 875 кінотеатрах і зібрав 7 217 640 $, що на той час дозволило йому зайняти 4 місце серед усіх прем'єр. Показ фільму тривав 42 дні (6 тижнів) і завершився 19 березня 2015 року, зібравши у прокаті у США 17 223 265 доларів США, а у решті світу 96 955 348 $ (за іншими даними 93 400 000 $), тобто загалом 114 178 613 доларів США (за іншими даними 110 623 265 $) при бюджеті 95 млн доларів США.

### Виноски
1. 1 2  Seventh Son: Release Info (англ.). Internet Movie Database. Процитовано 7 лютого 2016.
2. 1 2  Сьомий син. Kino-teatr.ua. Процитовано 7 лютого 2016.
3. 1 2  Dave McNary (4 лютого 2015). Box Office: ‘Spongebob’ to Mop the Floor With ‘Jupiter Ascending,’ ‘Seventh Son’ For $35 Million (англ.). Variety. Процитовано 7 лютого 2016.
4. 1 2 3 4  Seventh Son (англ.). Box Office Mojo. Процитовано 7 лютого 2016.
5. 1 2 3 4  Seventh Son (2015) (англ.). The Numbers. Процитовано 7 лютого 2016.
6. ↑  Seventh Son (2014) (англ.). AllMovie. Процитовано 7 лютого 2016.
7. ↑  Seventh Son: Full Cast & Crew (англ.). Internet Movie Database. Процитовано 7 лютого 2016.
8. ↑  Seventh Son (англ.). Rotten Tomatoes. Процитовано 7 лютого 2016.
9. ↑  Seventh Son (англ.). Internet Movie Database. Процитовано 7 лютого 2016.
10. ↑  Seventh Son (англ.). Metacritic. Процитовано 7 лютого 2016.